# John Middleton Clayton
John Middleton Clayton (Dagsboro, 24 luglio 1796 – Dover, 9 novembre 1856) è stato un politico e avvocato statunitense.

## Biografia
Fu il diciottesimo segretario di Stato degli Stati Uniti durante la presidenza di Zachary Taylor (12º presidente). Sia la contea di Clay chiamata anticamente Contea di Clayton, sia la contea di Clay nell'Iowa, che la città di Clayton devono a lui il loro nome. Figlio di James e Sarah Middleton Clayton suo zio era Joshua Clayton mentre suo cugino era il famoso avvocato e senatore Thomas Clayton. Dopo aver studiato a Berlino, Maryland e Milford si laureò all'università Yale nel 1815. Egli sposò Sally Ann Fisher, la nipote di George Truitt, nel 1822.